# Francesco Fossa
Francesco Fossa (Genova, 1º dicembre 1921 – 11 marzo 1992) è stato un imprenditore e politico italiano.

## Biografia
Esponente del PSI genovese, è stato senatore della Repubblica per quattro legislature, rimanendo ininterrottamente a Palazzo Madama dal 1968 al 1983. Ha fatto anche parte di quattro governi, come sottosegretario di Stato ai Lavori Pubblici e poi alla Presidenza del consiglio dei Ministri.
Figura nella Lista degli appartenenti alla P2.
Muore a 70 anni, nel marzo 1992.